# Еконазол
Еконазол — синтетичний протигрибковий препарат, що належить до підгрупи імідазолів класу азолів для місцевого застосування.

## Фармакологічні властивості
Еконазол — синтетичний протигрибковий препарат, що належить до класу азолів широкого спектру дії. Препарат має як фунгіцидну, так і фунгістатичну дію, що залежить від концентрації препарату. Механізм дії ізоконазолу полягає в пошкодженні клітинних мембран грибків, порушенні ліпідного обміну та проникності клітинної стінки грибків. До препарату чутливі грибки родів Candida spp, Trichophyton spp., Microsporum spp., Epidermophyton spp., Pityrosporum orbiculare, Aspergillus spp., Cladosporium spp., Scopulariopsis spp. Чутливими до еконазолу є також частина грампозитивних бактерій — стафілококи, стрептококи, Corynebacterium minutissimus.

### Фармакокінетика
Еконазол при місцевому застосуванні добре всмоктується через шкіру та слизову оболонку вагіни, але системне всмоктування становить ~1%. Препарат створює високі концентрації в епідермісі та дермі. Еконазол не створює високих концентрацій у крові та внутрішніх органах. Немає даних щодо проникнення еконазолу через плацентарний бар'єр та виділення препарату в грудне молоко. Даних за метаболізм препарату в організмі відсутні. Виводиться еконазол з організму переважно нирками та з калом. Період напіввиведення препарату не досліджений.

## Показання до застосування
Еконазол застосовується при вульвагінальному мікозі, вагінальному кандидозі, дерматомікозах, мікозах стоп, пароніхіях, оніхомікозах, різнобарвному лишаї.

## Побічна дія
При застосуванні еконазолу нечасто спостерігаються (до 3% випадків застосування) наступні побічні ефекти: відчуття печіння шкіри, гіперемія та свербіж шкіри, висипання на шкірі, вагінальні печіння та свербіж.

## Протипокази
Еконазол протипоказаний при підвищеній чутливості до імідазолів. З обережністю препарат застосовують під час вагітності. Під час лікування еконазолом рекомендовано припинити годування грудьми.

## Форми випуску
Еконазол випускається у вигляді вагінальних суппозиторіїв по 0,15 г, 1% гелю для зовнішнього користування по 10 і 30 г та 1% аерозолю для зовнішнього застосування по 50 г.